# Nakhon Sawan
Nakhon Sawan (en tailandés: นครสวรรค์ , Archivo de audio "pron" no encontrado [ná(ʔ).kʰɔ̄ːn sā.wǎn]) es una ciudad (thesaban nakhon) en Tailandia, el nombre significa literalmente "Ciudad Celestial". La ciudad es la capital de la Provincia de Nakhon Sawan, y cubre por completo el subdistricto (tambon) Pak Nam Pho y partes de Khwae Yai, Nakhon Sawan Tok, Nakhon Sawan Ok y Wat Sai, todo el distrito de Mueang Nakhon Sawan. En 2006 tenía una población de 93,141 habitantes. Nakhon Sawan esta a 238 km al norte de Bangkok.

## Clima
Nakhon Sawan tiene un clima de sabana tropical (Köppen clasificación de clima Aw). Está localizado en un valle, por ello resultando en algunos del más altos por  noche lows en el país, a menudo logrando 33 grados Celsius (91,4 °F)  (91 °F) en el verano, [la cita necesitada] y hasta 43 grados Celsius (109,4 °F) °C (109) en el día. Los inviernos son secos y tibios. Aumento de temperaturas hasta que abril, el cual es muy caliente con el máximo diario mediano en 38,1 grados Celsius (100,6 °F) °C (100.6). Las carreras de estación del monzón de mayo a través de octubre, con lluvia pesada y un poco temperaturas más frescas durante el día, a pesar de que las noches quedan tibias.
| Parámetros climáticos promedio de Nakhon Sawan (1981–2010)                                             | Parámetros climáticos promedio de Nakhon Sawan (1981–2010) | Parámetros climáticos promedio de Nakhon Sawan (1981–2010) | Parámetros climáticos promedio de Nakhon Sawan (1981–2010) | Parámetros climáticos promedio de Nakhon Sawan (1981–2010) | Parámetros climáticos promedio de Nakhon Sawan (1981–2010) | Parámetros climáticos promedio de Nakhon Sawan (1981–2010) | Parámetros climáticos promedio de Nakhon Sawan (1981–2010) | Parámetros climáticos promedio de Nakhon Sawan (1981–2010) | Parámetros climáticos promedio de Nakhon Sawan (1981–2010) | Parámetros climáticos promedio de Nakhon Sawan (1981–2010) | Parámetros climáticos promedio de Nakhon Sawan (1981–2010) | Parámetros climáticos promedio de Nakhon Sawan (1981–2010) | Parámetros climáticos promedio de Nakhon Sawan (1981–2010) |
| Mes | Ene.                                                       | Feb.                                                       | Mar.                                                       | Abr.                                                       | May.                                                       | Jun.                                                       | Jul.                                                       | Ago.                                                       | Sep.                                                       | Oct.                                                       | Nov.                                                       | Dic.                                                       | Anual                                                      |
| --- | ---------------------------------------------------------- | ---------------------------------------------------------- | ---------------------------------------------------------- | ---------------------------------------------------------- | ---------------------------------------------------------- | ---------------------------------------------------------- | ---------------------------------------------------------- | ---------------------------------------------------------- | ---------------------------------------------------------- | ---------------------------------------------------------- | ---------------------------------------------------------- | ---------------------------------------------------------- | ---------------------------------------------------------- |
| Temp. máx. abs. (°C)                                                                                   | 37.8                                                       | 39.7                                                       | 41.4                                                       | 42.4                                                       | 42.4                                                       | 40.0                                                       | 39.5                                                       | 38.6                                                       | 36.2                                                       | 36.1                                                       | 37.5                                                       | 36.3                                                       | 42.4                                                       |
| Temp. máx. media (°C)                                                                                  | 32.9                                                       | 35.2                                                       | 37.0                                                       | 38.1                                                       | 35.9                                                       | 34.8                                                       | 34.1                                                       | 33.6                                                       | 33.1                                                       | 32.5                                                       | 32.1                                                       | 31.4                                                       | 34.2                                                       |
| Temp. media (°C)                                                                                       | 25.5                                                       | 28.1                                                       | 30.2                                                       | 31.4                                                       | 30.0                                                       | 29.4                                                       | 28.8                                                       | 28.4                                                       | 28.0                                                       | 27.7                                                       | 26.5                                                       | 24.6                                                       | 28.2                                                       |
| Temp. mín. media (°C)                                                                                  | 19.3                                                       | 22.2                                                       | 24.7                                                       | 26.1                                                       | 25.7                                                       | 25.4                                                       | 25.1                                                       | 24.8                                                       | 24.5                                                       | 24.0                                                       | 21.8                                                       | 18.8                                                       | 23.5                                                       |
| Temp. mín. abs. (°C)                                                                                   | 11.2                                                       | 12.0                                                       | 14.1                                                       | 21.3                                                       | 21.2                                                       | 22.0                                                       | 21.5                                                       | 21.5                                                       | 21.0                                                       | 16.2                                                       | 11.9                                                       | 7.7                                                        | 7.7                                                        |
| Lluvias (mm)                                                                                           | 4.3                                                        | 11.9                                                       | 33.1                                                       | 63.7                                                       | 150.7                                                      | 137.3                                                      | 148.0                                                      | 178.3                                                      | 237.0                                                      | 153.4                                                      | 27.4                                                       | 4.6                                                        | 1149.7                                                     |
| Días de lluvias (≥ 1 mm)                                                                               | 1.0                                                        | 1.4                                                        | 3.1                                                        | 5.8                                                        | 13.6                                                       | 14.7                                                       | 16.6                                                       | 18.5                                                       | 18.9                                                       | 14.0                                                       | 3.6                                                        | 0.9                                                        | 112.1                                                      |
| Horas de sol                                                                                           | 279.0                                                      | 245.8                                                      | 275.9                                                      | 240.0                                                      | 158.1                                                      | 117.0                                                      | 120.9                                                      | 117.8                                                      | 108.0                                                      | 179.8                                                      | 219.0                                                      | 260.4                                                      | 2321.7                                                     |
| Humedad relativa (%)                                                                                   | 66                                                         | 63                                                         | 62                                                         | 64                                                         | 73                                                         | 74                                                         | 76                                                         | 79                                                         | 83                                                         | 82                                                         | 76                                                         | 69                                                         | 72                                                         |
| Fuente n.º 1: Thai Meteorological Department                                                           |                                                            |                                                            |                                                            |                                                            |                                                            |                                                            |                                                            |                                                            |                                                            |                                                            |                                                            |                                                            |                                                            |
| Fuente n.º 2: Office of Water Management and Hydrology, Royal Irrigation Department (sun and humidity) |                                                            |                                                            |                                                            |                                                            |                                                            |                                                            |                                                            |                                                            |                                                            |                                                            |                                                            |                                                            |                                                            |

## Galería

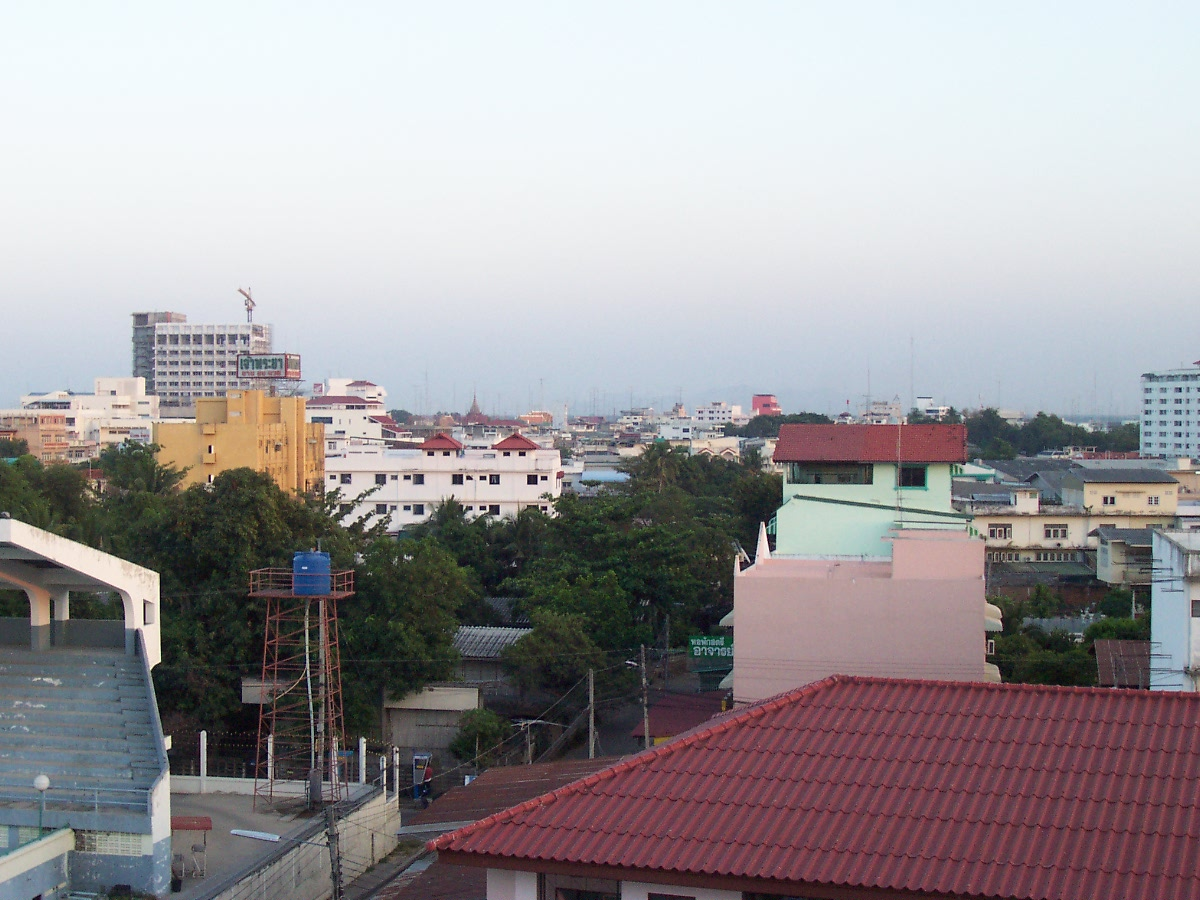
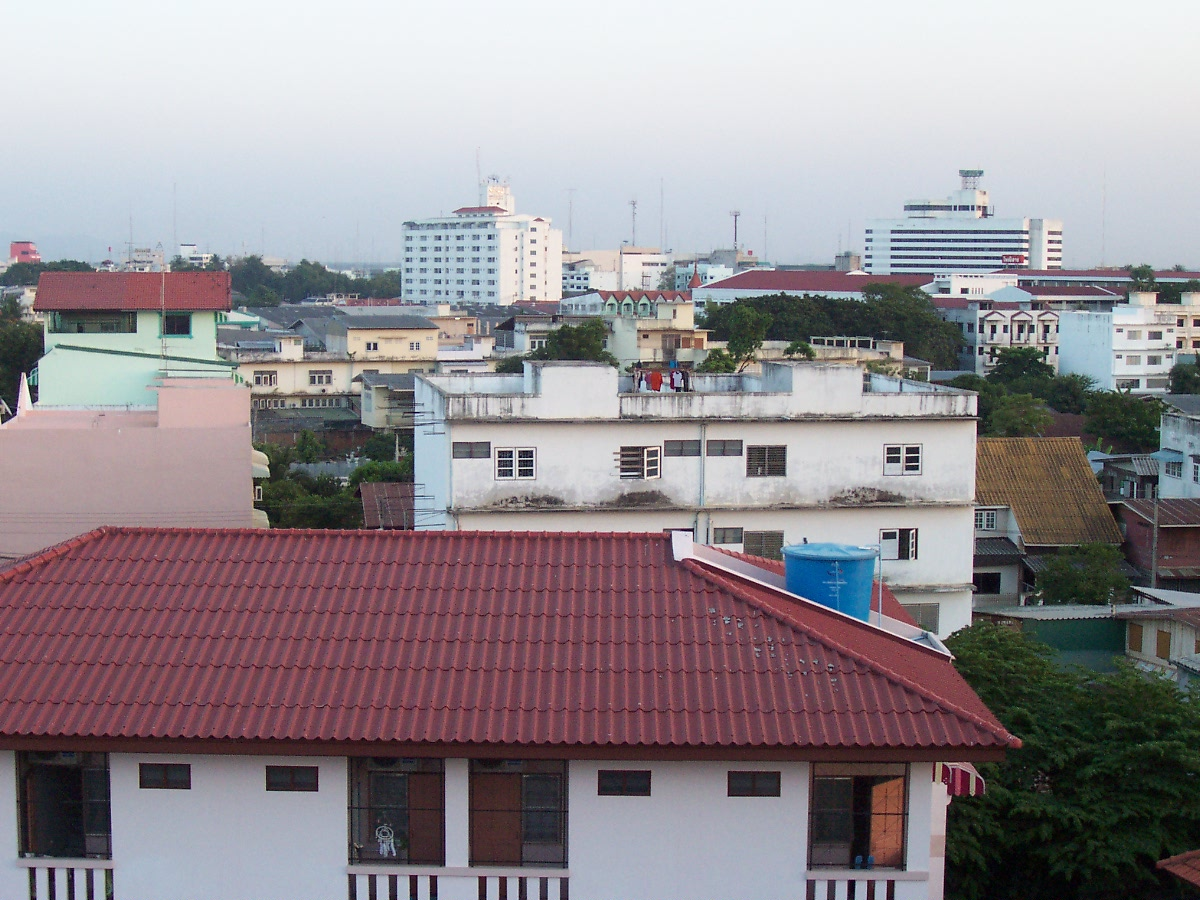
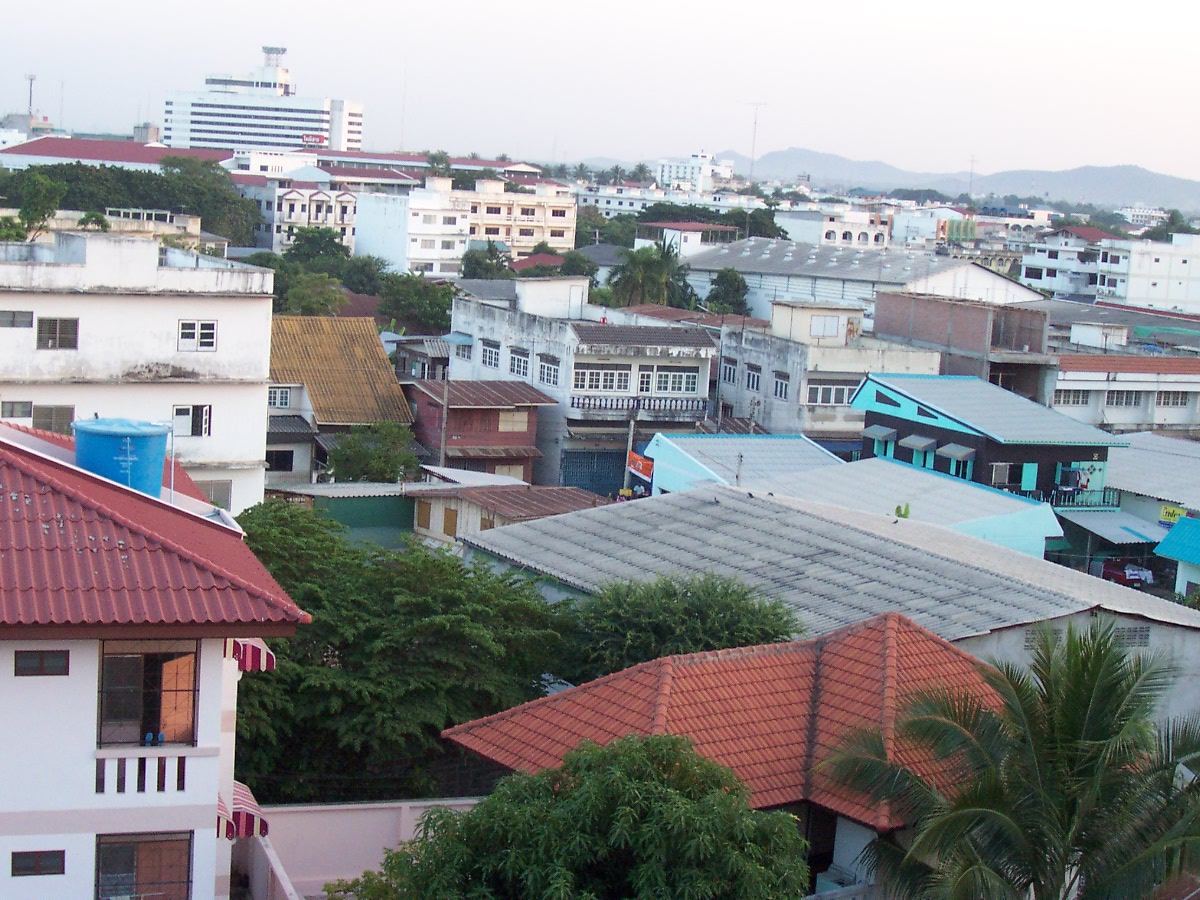
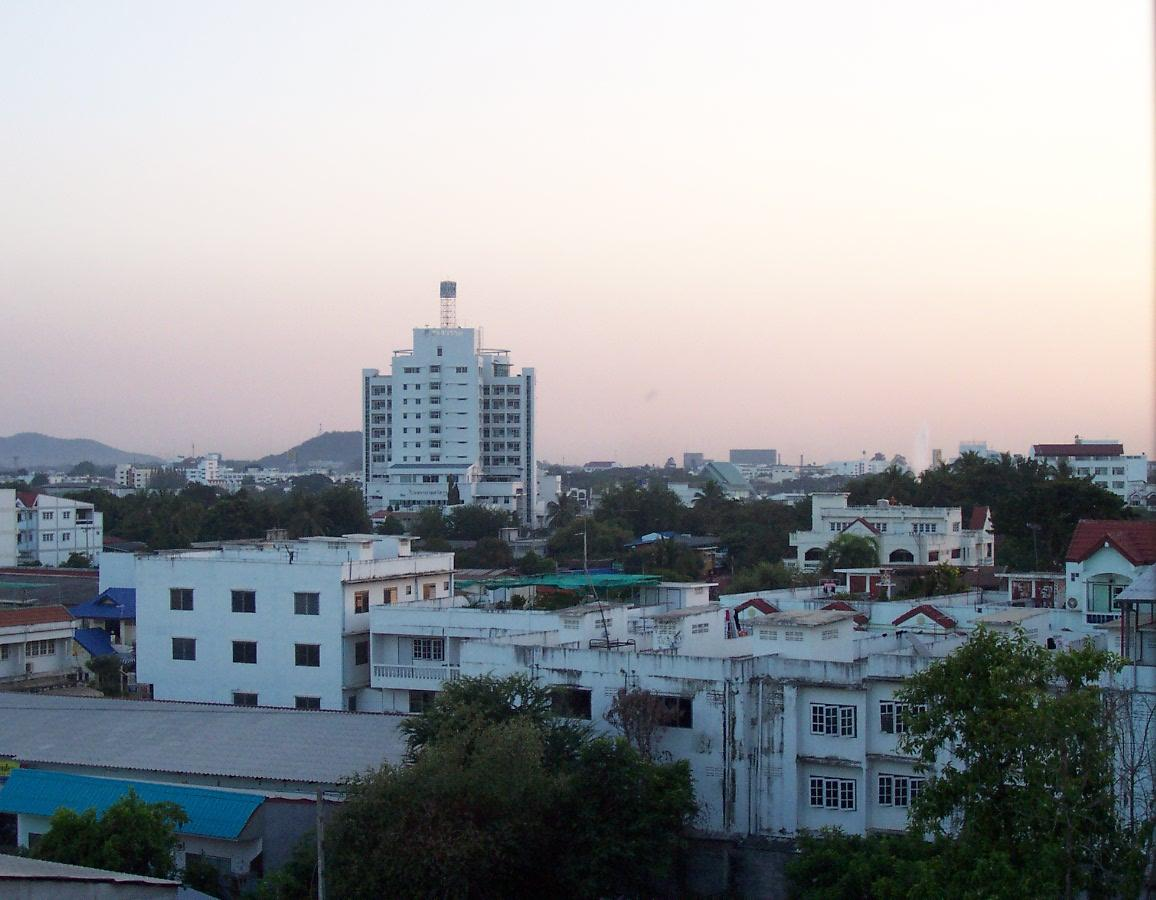
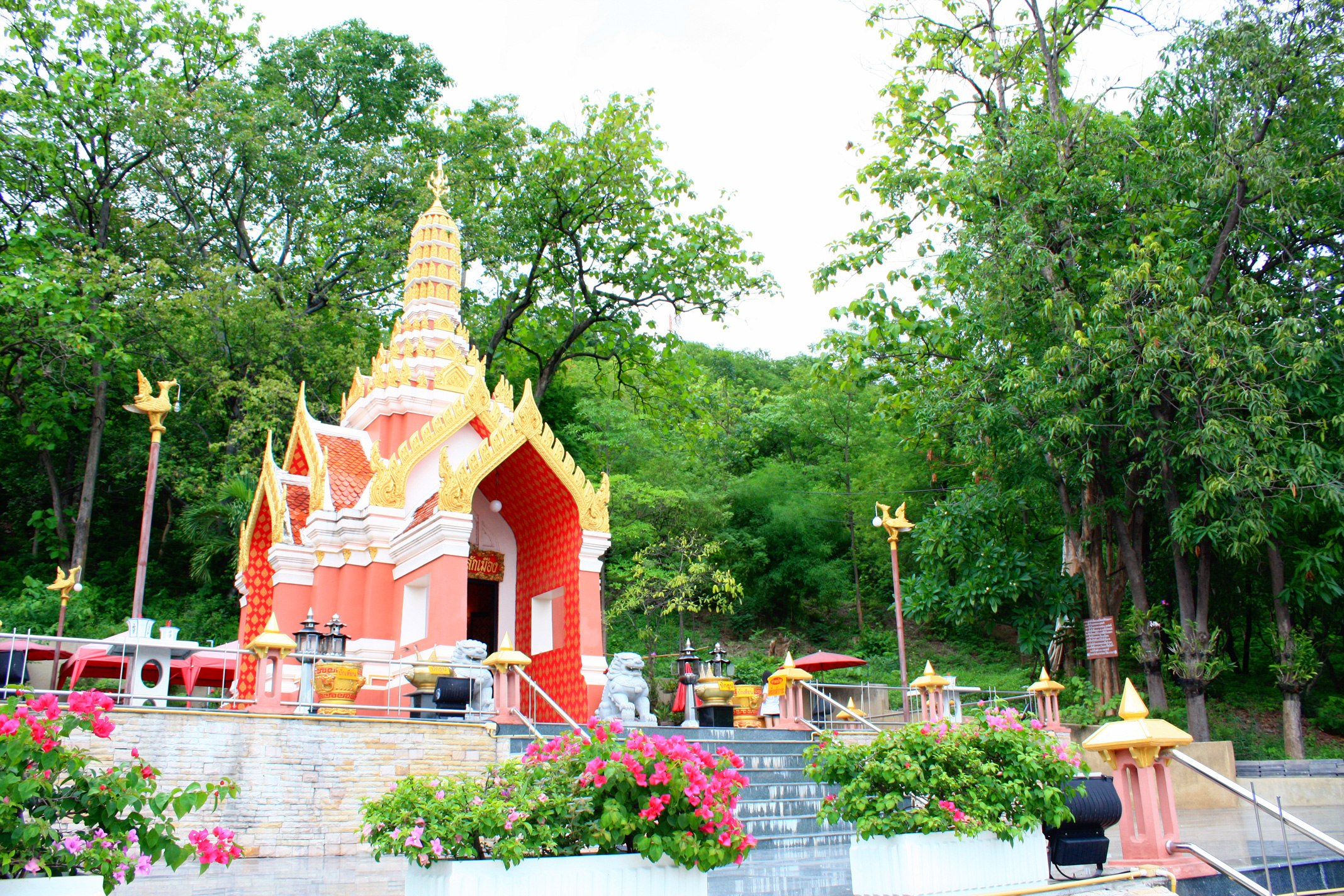